# Charis, Mexiko
Charis är en ort i Mexiko.   Den ligger i kommunen Heroica Ciudad de Juchitán de Zaragoza och delstaten Oaxaca, i den sydöstra delen av landet, 600 km sydost om huvudstaden Mexico City. Charis ligger 14 meter över havet och antalet invånare är 530.
Terrängen runt Charis är platt. Havet är nära Charis åt sydost. Runt Charis är det ganska tätbefolkat, med 124 invånare per kvadratkilometer. Närmaste större samhälle är Salina Cruz, 16,9 km sydväst om Charis. Trakten runt Charis består till största delen av jordbruksmark.